# Conjunt urbà Màrtirs del Setge de 1714
El Conjunt urbà Màrtirs del Setge de 1714 és una obra del municipi de Gavà (Baix Llobregat) inclosa en l'Inventari del Patrimoni Arquitectònic de Catalunya.

## Descripció
Conjunt urbà bastant heterogeni on predominen les cases unifamiliars de planta baixa i pis amb terrassa o coberta de teula àrab. Dins del conjunt destaquen: la Casa de Girona, 13; edificis de planta baixa amb diferents cossos separats per grans arcades amb embigat de fusta, coberta amb teula àrab i arestes de pedra del marès. Més recent és la Casa Rovira construïda l'any 1887 amb segell d'Arquitectura d'inspiració clàssica.

## Història
A mitjans del s. XIX era anomenat Carrer Nou, i es componia de disset habitatges. Era la prolongació de l'antic carrer Major i fou la continuació natural que conduïa a Viladecans després de creuar la riera de Sant Llorenç. Dins el conjunt destaquem un seguit de cases que un principi conformaren el magatzem de delmes de la baronia (s. XVIII) i que en el s. XIX s'individualitzaren en cases unifamiliars.